# Pavel I. Šubić Bribirski

Pavel I. Šubić Bribirski (hrvaško Pavao I. Šubić Bribirski, madžarsko bribiri I. Subics Pál; okoli 1245 – 1. maj 1312) je bil Ban Hrvaške med leti 1275 in 1312, in gospodar Bosne od leta 1299 do 1312. Bil je najstarejši sin plemiča Štefana II. Šubića. Podedoval je naslov grofa Bribirskega. Za bana je bil imenovan leta 1273 in naslednjega leta razrešen, zaradi sodelovanja v sporu med dalmatinskimi obalnimi mesti Trogirjem in Splitom. Za bana je bil ponovno postavljen leta 1275.
S pomočjo svojih bratov, Mladena I. in Jurija I., je Pavel uveljavil neposredno oblast nad večino obalnih mest. Zavzetje ozemlja plemiške rodbine Kačićev v južni Hrvaški, ki so bili znani po piratstvu na Jadranskem morju, je povzročilo konflikt z Benečani. V tem času so Šubići postali zavezniki z Anžujci iz Neaplja. Boji z Benečani so potekali do mirovnega sporazuma leta 1294.
V času nasledstvene krize na ogrskem prestolu v 1290-tih, se je Pavel pojavil kot eden najmočnejših oligarhov v kraljevini, ki je bil glavni zaveznik Anžujcev v njihovem boju z Árpádovci. Pavel je leta 1300 povabil anžujskega pretendenta na prestol Karla Roberta v Split in od tod ga je spremljal v Zagreb, kjer je bil priznan za kralja Ogrske in Hrvaške. Pavel nato ni sodeloval v dejavnosti Karla na Ogrskem, kjer ga niso priznali kot kralja še naslednjih 10 let. Pavel je svoje ozemlje razširil na vzhod na Banovina Bosno leta 1299, ter na Hum leta 1301, katerega teritorij je razdelil med člane svoje družine. Leta 1304 je Pavel vodil vojaški pohod v Bosno, kjer so uporniki ubili njegovega brata Mladena I., ki ga je imenoval za Bosanskega bana. Upor je zadušil in za Bosanskega bana postavil sina Mladena II.
Kraljeva oblast nad ozemlji, ki jih je obvladoval Pavel je bila le nominalna skozi vse obdobje njegovega vladanja, v katerem je zagotovil družinsko dednost njegovih nazivov. Njegov sedež je bil v Bribirju in v mestu Skradin. Izdajal je svoj denar, ki so ga kovali iz srebra iz Bosne, ter ustanovil tri nove Katoliške škofije na Hrvaškem. Leta 1311 je pomagal upornikom proti Benetkam v Zadru in pridobil kontrolo nad mestom, kar je vodilo v novo vojno z Benečani. Pavel je umrl kmalu po zavzetju Zadra, v maju 1312, ko so se odvijala pogajanja z Benečani. Nasledil ga je najstarejši sin Mladen II.

## Zgodnje življenjsko obdobje
Pavel je bil najstarejši sin Štefana II. iz rodbine Šubići, ki je bila najvplivnejša plemiška družina v Kraljevini Hrvaški in Dalmaciji, v takratni personalni uniji s Kraljevino Ogrsko. Točen datum Pavlovega rojstva ni znan, leto pa se ocenjuje okoli leta 1245. Imel je dva brata, Mladena I. in Jurija I. Od sester je znano ime Stanislave. Pavlov oče, Štefan II., je sodeloval v vojni z Mongoli leta 1242, ko se je kralj Béla IV zatekel v okrilje mesta Trogir, ki mu je vladal Pavel. Za pomoč mu je Béla leta 1251 podaril grofijo Bribir v dedno last. V tem času se Štefan pojavlja kot glava družine Šubićev. Poleg Trogirja in Bribirja so Šubići vladali tudi grofiji Šibenik. Štefanova žena, katere ime ni znano je bila v sorodu z kraljevsko družino Árpádovičev, verjetno po ženski liniji.
Pavel je podedoval naslov grofa Bribirskega po svojem očetu, ki je umrl pred letom 1267. Prva omemba njegovega imena je iz leta 1272, ko je bil Podestà mesta Trogir. Maja 1273 je Pavel imenovan kot grof Trogirski in Splitski. Njegov brat Jurij I. pa je bil grof Šibenika. Pavel je imel dobre odnose z rodbino Gutkeled, in je podpiral Slavonskega bana Joachima Gutkeleda v bojih z drugimi plemiči, in je bil morda njegov stric. Od leta 1273 je bil Pavel imenovan za bana obmorskih regij (latinsko banus maritimus), na mesto predhodnega bana Maurusa. Ban obmorskih regij se uporablja tudi pod imenom Ban Hrvaške, ki je bil v 13. stoletju namestnik bana celotne Slavonije, ki je vladal Kraljevini Hrvaški in Slavoniji. Preko te dolžnosti je Pavlov vpliv in tudi njegovih bratov hitro rastel.

## Vladanje

### Konsolidacija moči
Pavel se je vključil v dolgoletni spor med mestoma Split in Trogir. Mesti sta bili leta 1240 v vojni zaradi posesti v zaledju Splita. Pavel je deloval v korist Splita in poskušal povečati svojo oblast nad Trogirjem, ki je spletkarijo proti Pavlu. Zanemaril je opozorila ogrskega kralja Ladislava IV., ki je Trogir vzel v zaščito. Pozimi leta 1273/1274 je Split napadel trdnjavo Klics, katere kastelan je bil podpornik Trogirja. Čeprav je napad spodletel, je Pavel spomladi 1274 uspel si podrediti Trogir. Vpleten je bil tudi v spor med Šibenikom in Trogirjem glede cerkve v Šibeniku. Podprl je zahteve Šibenika, in pritiskal na odcepitev cerkve od Trogirske škofije. Za kratek čas je bil odstavljen kot ban v drugi polovici leta 1274, vendar se je na položaj vrnil že naslednje poletje. Na poziciji bana celotne Slavonije je bil skupaj z Ivanom Kőszegijem in Nikolajem Gutkeledom. Nikolaj je imel ta položaj leta 1275, in Pavel je ostal edini ban Hrvaške, ko je Gutkeled odšel na Ogrsko.
Pavlov brat, Mladen I., ga je nasledil kot Podestà Trogirja, in je bil kasneje grof Trogirski in Splitski. Do leta 1278 so Šubići vladali vsem obalnim mestom južno od Velebita. Med njimi je bil Skradin pri Šibeniku. Skradin je bil eden od Pavlovih sedežev, poleg Bribirja, Klisa, in Trdnjave Ostrovice. Beside these, Paul also owned the castles of Knin and Počitelj. Posesti, ki so bile v lasti Šubićev, niso tvorile kompaktnega ozemlja, ampak raztresena med posesti drugih plemiških družin.
Pavel je želel konsolidirati svojo kontrolo nad posesti plemiške družine Kačićev, piratskim oporiščem na jugu Hrvaške, osredotočenim okoli mesta Omiš. Anžujci iz Neapeljskega kraljevstva so si prizadevali pregnati pirate iz tega območja. V tem času so Šubići vzpostavili prijateljske odnose z Anžujci. Anžujci so kontrolirali južno Italijo, ki je bila pomemben vir za žito za Dalmatinska obalna mesta in notranjost v kasnem 13. stoletju.
Anžujske sile so leta 1275 zasedle otoka Hvar in Brač, ki sta bila pod kontolo Kačičev. Benečani so začeli svojo vojno proti Kačičem leta 1276. Od aprila 1278 sta otoka Hvar in Brač priznala Beneško nadoblast. To je ogrozilo Pavlove interese, zato se je vklučil v konflikt proti Benetkam. Med vojno je dobil kontrolo nad Omišem in otokom Brač, kjer je imenoval plemiča iz Zadra za upravnika. Jurij I. je bil imenovan za grofa v Omišu. Kačići več niso imeli moči, tako Pavlovih ladij v Jadranskem morju. niso več ogrožali pirati. 
Po smrti ogrskega kralja Ladislava IV. leta 1290, ki ni imel potomcev, je izbruhnila nasledstvena vojna med Andrejem III. Arpadovičem, ki ga je podpiralo ogrsko plemstvo, in Karlom Martelom Anžujskim, s podporo večine hrvaškega plemstva. Med njimi so bili tudi Šubići, Kurjakovići, Frankopani, in rodbina Babonićev, vendar s spremenljivo lojalnostjo. Andrej III. in Karel Martel sta medsebojno tekmovala za podporo plemstva Hrvaške in Slavonije. Anžujci so se najprej obrnili na Pavla Šubića. Andrej pa je našel zaveznika v Slavonskem banu Štefanu III. Baboniću. To je privedlo do spora med Šubići in Babonići glede grofije (županije) Drežnik pri Bihaću, ki jo je Andrej podaril Babonićem, medtem ko so jo Anžujci podarili Šubićem.
Anžujci in Pavel Šubić so se novembra 1291 dogovorili o uvozu žita iz Apulije. Karel II., oče Karla Martela, je leta 1292 v imenu svojega sina podelil Pavlu in rodbini Šubić dedno pravico do vse Hrvaške od hribovja Gvozd do reke Neretve, "z baroni, vazali, mesti, gradovi, in vasmi, s pripadajočimi otoki in vsemi pravicami in pritiklinami", razen najbolj zahodnega dela Hrvaške, ki ji vladajo Frankopani. Nato je leta 1293 podobni korak naredil, Andrej III. z imenovanjem Pavla za dednega bana Hrvaške in Dalmacije. S tem je morda pridobil Pavlovo podporo za krajši čas. Andrej III. je tudi zahteval, da Pavel prizna njegovo mater, Tomasino Morosini, kot kneginjo vse Slavonije, naslov, ki bi pokrival celotno območje od rekDrave in Donave do Jadranskega morja. To pa ni bilo sprejemljivo za Pavla, zato se je nazaj naslonil na Anžujce.
Nenadna smrt Karla Martela zaradi kuge leta 1295 je ogrozilo ambicije Anžujcev. Pravice Karla Martela do prestola so prešle na njegovega sina, Karla Roberta. Karel II. je potrdil Pavlovo pozicijo bana doživljenjsko. Andrej III. pa je bil sprejet kot kralj s strani plemstva, čemur je sledilo kratko obdobje miru. Leta 1299 je Andrej imenoval svojo teto Albertino Morosini za kneginjo Slavonije, in ker ni imel sinov, tudi za naslednico na prestolu. To je vodilo do novega revolta v korist Karla Roberta. Istega lega je Karel II. potrdil vse posesti Pavla Šubića in njegovih bratov, tako takratnih kot tudi bodočih, pod pogojem, da zagotovi vojaške enote za Anžujske vojaške pohode. Prejšnje podelitve so bile brezpogojne, zato se je zaradi novih pogojev Pavel odmaknil od Anžujcev.
Pavel Šubić je menil, da je pravica do ogrskega in hrvaškega kraljevstva dana s strani Svetega sedeža, na utemeljitvi, da sta bila Hrvaški kralj Dimitrij Zvonimir in Ogrski kralj Števan I. okronana od papeža. Zato je leta 1300 poslal Jurija I. k papežu v Rim in v Neapelj na Anžujski sedež. Jurij je prepričal Karla II., da zahteva ogrski prestol za svojega vnuka in uredi potovanje Karla Roberta preko Jadranskega morja v mesto Split, kjer ga bo pričakal Pavel Šubić. Pridobil je tudi papežovo odobritev eni želji Šubićev, da se cerkev v Šibeniku izvzame izpod jurisdikcije Trogirskega škofa, in ustanovi Škofija Šibenik direktno pod Nadškofijo Split. Jurij in Karel Robert sta prispela v Split avgusta. Od tam je Pavel spremljal Karla v Zagreb, kjer ga je lojalno plemstvo – na primer, Ugrin Csák – priznalo za kralja. 
Karlov nasprotnik, Andrej III., je umrl januarja 1301. Takrat je bil Pavel na romanju v Rim. Karel je pohitel v Esztergom, kjer je bil kronan z začasno krono pomladi leta 1301. Kljub kronanju, Karel ni bil polno priznan še naslednjih 10 let in zaradi tega vladal le nekaterim delom Ogrske, medtem ko je bila njegova oblast na Hrvaškem samo nominalna. Pavel je bil de facto neodvisen vladar v okviru svoje posesti. Niti on niti člani njegove rodbine se niso udeležili kronanja Karla Roberta leta 1309, ampak je poslal le svoje emisarje.

### Širitev
Leta 1299 je Pavel razširil svojo vladavino na Banovino Bosno in pridobil naslov gospodar Bosne (latinsko dominus Bosne). Glavni zaveznik Pavla v Bosni je bil Hrvatin Stjepanić iz rodbine Hrvatinićev, s sorodstvenimi vezmi z Šubići, ki so vladali grofiji "Donji Kraji". Pavlovi oblasti se je upiral Bosanski ban Štefan I. Kotromanić. Spomladi leta 1302 je Mladen I. šel v vojni pohod proti Štefanu, in do maja pridobil kontrolo nad večino ozemlja banovine vse do reke Drine na vzhodu. Pohod se je končal junija, ko je Mladen I., kot novi ban Bosne, v Foči, mestecu na bregovih Drine, izdal privilegije trgovanja mestu Split.
Pavel je leta 1301 razširil svojo oblast tudi na jugovzhod, na ozemlje pod vladavino srbskega kralja Štefana Milutina. Izkoristil je državljansko vojno v Srbiji med Štefanom Milutinom in Štefanom Dragutinom, in osvojil celotno območje Huma. Napadel je mesto Kotor, s pomočjo Beneške mornarice, iz Dubrovnika in Zadra, mest pod suverenostjo Benetk. Mesto je odbilo napad, ki je bila najjužnejša točka, ki jo je dosegla Pavlova vojska. Mirovna pogajanja med Pavlom in Štefanom Milutinom so bili planirani v letu 1303, vendar ni znano če so sploh bila in kakšen je bil rezultat. Pavlov najstarejši sin, Mladen II., je bil imenovan za gospodarja Huma. Upravljanje z deželo je bilo zaupano plemiški rodbini Nelipičićev.
Smrt brata Mladena I. v juniju 1304, ki naj bi ga umorili podporniki Štefana I. Kotromanića, ki so ga Šubići opisovali kot heretika, je spodbudila Pavla, da je vodil vojaški pohod v Bosno da bi utrdil svojo oblast. Do februarja 1305 je ponovno vzpostavil svojo oblast, in naslov bana prenesel na Mladena II. Pavel si je nadel naslov gospodar vse Bosne. Karel Robert pa mu je 1308 podelil dedno pravico do Banovine Bosne.

### Poslednja leta
Pavlov željen naslov je bil ban Hrvatov (latinsko banus Croatorum), namesto ban Hrvaške ali ban pomorskih regij. Pavlov grb je bilo orlovo krilo. Izdal je svoje kovance, ki so jih kovali iz srebra iz rudnikov v Bosni, in ki so bili oblikovani po beneškem grošu. Na kovancih je bilo ime Mladena I. in kasneje Mladena II., bosanskih banov, ter Pavlovo ime.
Poleg škofije Šibenik, sta bili ustanovljeni dve novi škofiji, prvo v Duvnem, in drugo v Omišu. V Skradinu, ki je postal Pavlovo glavni sedež, je dal zgraditi cerkev Sv. Janeza Krstnika. Pavel je izbral tega svetnika za zaščito svoje družine. V Skradinu so zgradili tudi Frančiškanski samostan Sv. Elizabete, kjer je Pavlova sestra Stanislava služila kot redovnica Klarisa. V Bribirju je dal zgraditi frančiškansko cerkev Sv. Marije, ki je služila kot grobna cerkev (grobnica) Šubićev.
Šubići so se sklicevali na spomin na zgodnje hrvaške kneze in kralje Domagojeviće in dinastijo Trpimirovićev, z namenom, da so se predstavljali svojo vladavino kot kontinuiteto. To se je še posebej odrazilo v sklicevanju na kralja Dimitrijo Zvonimirja, ki je vladal Hrvaški v drugi polovici 11. stoletja. Kronika iz 14. stoletja, posvečena Šubićem, o Zvonimirju govori, da je pokopan v isti grobnični cerkvi, ki jo uporabljajo Šubići. Leta 1302 je Pavel pisal papežu, da je bila Hrvaška od časa kralja Zvonimirja fevd Svetega sedeža. Pred letom 1310 je papež Klemen V. imenoval Pavla za patrona in zaščitnika samostana Sv. Jurija na Vrani, ki ga je Zvonimir podaril papežu Gregorju VII., in potem podaril vitezom Templjarjem. Zgodovinarji menijo, da je Pavel postavil spominsko plaščo v cerkvi Sv. Marije v čast Zvonimirju. V kamen vklesan napis omenja kneza iz 9. stoletja Branimirja je bil obnovljen in prestavljen v novozgrajeno cerkev.

Na vrhu svoje moči je Pavel posvetil pozornost mestu Zadar, edinemu Dalmatinskemu obalnemu mestu, ki ni bil pod njegovo kontrolo. Vzdrževal je tesne povezave s plemstvom v Zadru, in jih imenoval na različne pozicije v okviru svoje oblasti, in razsojal v ozemeljskih sporih med meščani Zadra in grofije (županije) Bribir, čemur pa so Benetke grozile z ostrimi kaznimi. Benetke so leta 1308 zasedle mesto Ferrara v severni Italiji. Ker je bilo mesto domnevno del Papeške države, je papež Klemen V. proglasil izobčenje Benetk.
Leta 1310 se je v Benetkah zgodil spodleteli poskus Bajamonte Tiepola, da bi odstranil Beneškega doža. Bajamonte je potem kot ubežnik našel zatočišče na Pavlovem ozemlju. Pavel je spomladi 1310 v bližini Zadra zbral vojsko, in počakal na izbruh vstaje proti Benetkam v Zadru, kar se je zgodilo marca 1311. Pavlov sin, Mladen II., je poveljeval vojski, ki je bila poslana kot pomoč upornikom, Benečani so bili prisiljeni pobegniti iz mesta. Mladen II. je bil imenovan za grofa Zadra in kneza Dalmacije (latinsko princeps Dalmacie), ker je bil Zadar smatran za glavno mesto Dalmacije. Dož je reagiral tako, da je poslal veliko floto, da bi ponovno zavzela mesto. Pavel je o poteku dogodkov obvestil papeža in navajal, da je bil Zadar "osvobojen od nepravične Beneške zasedbe", in se skliceval papeško izobčenje kot predtekst za svojo intervencijo.
Sile pod poveljstvom Mladena so uspešno odbile napade. Tako papež Klemen V. kot tudi kralj Karel Robert so se pritožili zaradi napada na Zadar, in Benetke so pristale na mirovna pogajanja, ki so začela aprila 1312. Boji pa so se medtem nadaljevali, tako da je v njih bil ujet poveljnik Beneške flote. Pogajanju je vodil drugi Pavlov sin, Jurij II., in so se nadaljevala po Pavlovi smrti. Pavel je umrl 1. maja, pokopali pa so ga v cerkvi Sv. Marije v Bribirju. Nasledil ga je sin Mladen II.

## Družina
Ime Pavlove prve žene ni znano. Pavlova druga žena od 1289 je bila Ursa. Zgodovinarji menijo, da je verjetno bila sestra Hrvatina Stjepanića, ali pa hči Štefana Dragutina in Katerine Árpádovič. Ursa je umrla leta 1303. Pavel je imel štiri sinove, katerim je dal svoje posesti. Njegov prvi sin je bil Mladen II., ki je imel naslov kneza Dalmacije, grof Zadarski, in ban Bosanski, ter je nasledil svojega očeta kot Ban Hrvaške in Gospodar Bosne. Poročen je bil s Heleno, sorodnico Anžujcev.